# Ava Holmgren
Ava Holmgren (* 22. Mai 2005 in Oro-Medonte) ist eine kanadische Radrennfahrerin.

## Sportlicher Werdegang
Holmgren begann im Alter von neun Jahren mit Radrennen. In den Nachwuchsklassen war sie sowohl auf der Straße, im Cross-Country als auch im Cyclocross aktiv, ihre größten Erfolge erzielte sie dabei im Cyclocross. 2021 gewann sie in den USA mehrere Junioren-Rennen, im Dezember des Jahres errang sie bei den Panamerika-Meisterschaften im Cyclocross den Titel bei den Juniorinnen. 2022 und 2023 war sie Teil des Programms von Stimulus Orbea, eines kanadischen Teams zur Förderung junger Radsportler, das von ihren Eltern ins Leben gerufen wurde.
In der Saison 2022/23 wurde Holmgren noch als Juniorin kanadische Cyclocross-Meisterin in der Elite. Bei den Panamerika-Meisterschaften verteidigte sie erfolgreich ihren Titel aus dem Vorjahr. Im Cyclocross-Weltcup gewann sie nach zwei dritten Plätzen das letzte Saisonrennen in Besançon. Zum Saisonabschluss wurde sie bei den Weltmeisterschaften 2023 Junioren-Vizeweltmeisterin hinter ihrer Zwillingsschwester Isabella. Es waren die ersten kanadischen Medaillen überhaupt in der über 70-jährigen Geschichte der Weltmeisterschaften. Auf der Straße war Holmgren 2022 und 2023 Mitglied der Nationalmannschaft und nahm mehrfach an Rennen des UCI Women Junior Nations’ Cups teil. Im November 2023 wurde sie erneut kanadische Meisterin im Cyclocross in der Elite.
Zur Saison 2024 wurde Holmgren gemeinsam mit ihrer Schwester Mitglied im UCI Women’s WorldTeam Lidl-Trek. Im Vorfeld kündigten die beiden Fahrerinnen an, sich im neuen Team verstärkt dem Straßenradsport zu widmen. Bei der Tour de Normandie Féminin 2024 verpasste sie als Zweite auf der letzten Etappe nur knapp ihren ersten Sieg als Radprofi.

## Familie
Ava Holmgren ist die Zwillingsschwester der Radsportlerin Isabella Holmgren, mit der sie gemeinsam in einem Team fährt. Ihr älterer Bruder Gunnar Holmgren war bis 2022 im Cyclocross aktiv, mehrfacher nationaler Meister in den Nachwuchskategorien und Teilnehmer an Weltcup und Weltmeisterschaften.

## Erfolge

### Cyclocross
2021/2022
- Panamerika-Meisterin (Junioren)

2022/2023
- Weltmeisterschaften (Junioren)
- Panamerika-Meisterin (Junioren)
- Kanadische Meisterin
- Weltcup (Junioren) – Besançon

2023/2024
- Kanadische Meisterin
- Panamerika-Meisterschaften (U23)

### Mountainbike
2024
- Weltmeisterschaften (U23) – Shorttrack XCC
- Kanadische Meisterin (U23) – Cross-Country XCO

### Straße
2022
- Nachwuchswertung Watersley Ladies Challenge